# Бей
Бей е тюркска титла, първоначално означавала водач на малка племенна група. По-късно тя започва да се отнася за владетелите на независими или васални княжества, както и за управителите на провинции в много страни от Близкия изток. Областта, управлявана от бея се нарича бейлик.
По отношение на етимологията на думата учените предлагат две основни тези:
- От персийската дума bag (от иранските езици baga; на санскрит भग / bhaga), имаща значение на „владетел“, „господар“[1]. Иранските езици извеждат от корена baga- думи в смисъла на „бог“ и почетни титли на владетели.

- От китайската дума pö (и по-старата ѝ форма pök или pak), означаваща по-голям брат или владетел от по-нисш ранг[2].